# Бад-Карлсхафен
Бад-Карлсхафен (нем. Bad Karlshafen) — город в Германии, в земле Гессен. Подчинён административному округу Кассель. Входит в состав района Кассель.  Население составляет 3794 человека (на 31 декабря 2010 года). Занимает площадь 14,85 км². Официальный код — 06 6 33 002.

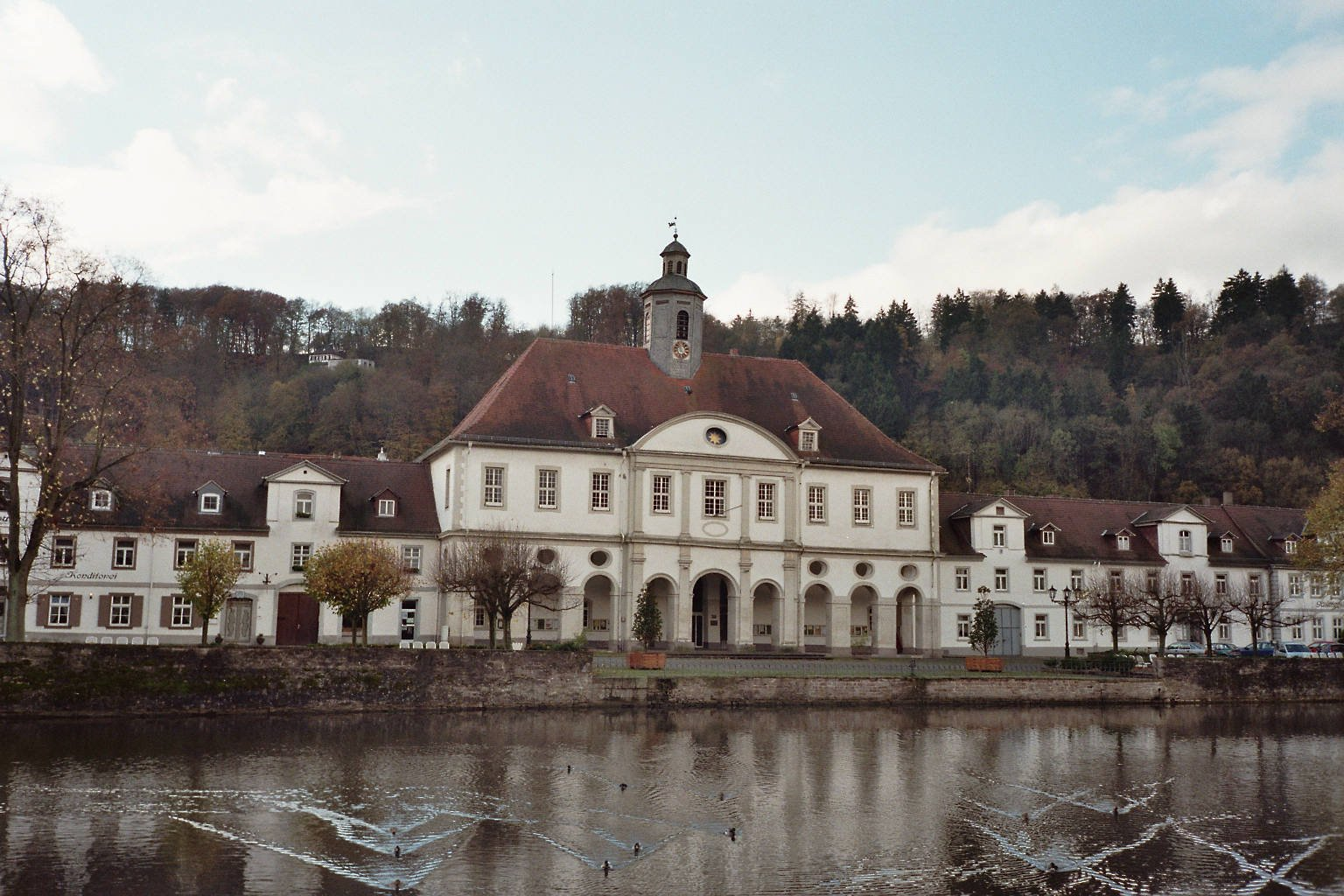
Бад-Карлсхафен